# Stephen Morris
Stephen Paul David Morris [ˈstiːvən pɔːl ˈdeɪvɪd ˈmɔɹɪs] est un musicien anglais né le 28 octobre 1957 à Macclesfield, dans le Cheshire. Batteur, il était membre de Joy Division, groupe post-punk formé en 1976 à Manchester. C'est à la mort de Ian Curtis, le chanteur de son premier groupe qui se suicide en 1980, que Stephen Morris devient batteur de New Order, formation composée des trois membres restants de Joy Division : Bernard Sumner (chant/guitare), Peter Hook (basse/chœurs/batterie électronique) et lui-même.

## Biographie
Bien que batteur par nature, Morris joue aussi du clavier.
Son épouse et mère de leurs deux enfants, Gillian Gilbert, a fait partie de New Order de 1981 à 2001 puis à nouveau à partir de 2011 en tant que claviériste et guitariste. Ensemble, ils ont créé le groupe The Other Two.
Stephen Morris collectionne les véhicules militaires.